# Bell 505
Bell 505 Jet Ranger X – jednosilnikowy, lekki śmigłowiec wielozadaniowy produkcji Bell Helicopter Textron.

## Historia
Śmigłowiec został zaprezentowany po raz pierwszy na pokazach lotniczych w Paryżu 17 czerwca 2013 roku początkowo jako Bell SLS (Short Light Single). Bell 505 jest konstrukcją zaprojektowaną zupełnie od początku, lecz wykorzystuje pewne elementy pochodzące z maszyny Bell 206L-4. Maszynę oblatano 10 listopada 2014 roku. Certyfikat na rynek kanadyjski został przyznany 21 grudnia 2016 roku. FAA certyfikowała śmigłowiec w czerwcu 2017 roku. Produkcja seryjna rozpoczęła się w 2016 roku, zaś pierwszy egzemplarz został dostarczony 7 marca 2017 roku prywatnemu użytkownikowi z Arizony w Stanach Zjednoczonych.

## Konstrukcja
Bell 505 zbudowany jest z metalu i kompozytu, ma płaską podłogę o powierzchni 2,04 m² oraz przedział bagażowy o powierzchni 0,51 m³. Maszynę napędza pojedynczy silnik turbowałowy Turbomeca Arrius 2R z podwójnym układem systemu FADEC o mocy 337 kW. Kokpit zbudowany jest w technologii szklanego kokpitu z zestawem awioniki Garmin G1000H. Dostępne są różne opcje wyposażeniowe, między innymi śmigłowiec ma opcję montażu haku ładunkowego. 